# Ru de la Côte Rouge
Le Ru de la Côte Rouge (Réierbaach en  luxembourgeois), appelé aussi La Crosnière au Grand Duché du Luxembourg, est un ruisseau franco-luxembourgeois, affluent de la Moulaine faisant donc partie du bassin versant de la Meuse.

## Parcours
Le ru de la Côte Rouge prend sa source à Hussigny-Godbrange en France, dans le département de Meurthe-et-Moselle. Peu après, il forme la frontière entre le Luxembourg et la France.
Il baigne ensuite Lasauvage puis Saulnes où il se jette dans la Moulaine, un affluent de la Chiers.